# Verbena hatschbachii
Verbena hatschbachii — вид трав'янистих рослин родини Вербенові (Verbenaceae), ендемік Бразилії.

## Опис
Розпростерта трава, стебла запушені, з висхідними квітковими гілками від майже оголених до злегка жорстко волосистих. Листки на ніжці 5–10 мм, листові пластини 10–20×5–20 мм, 3-розділені, верхівки гострі, обидві поверхні жорстко волосисті. 
Суцвіття — колоски, зонтоподібні в період цвітіння, збільшені в плодоношенні. Квіткові приквітки 4–5 мм, вузько-яйцюваті з гострою верхівкою, майже оголені. Чашечка довжиною 4–5 мм, жорстко волосиста над жилками, іноді з залозистими волосками, зубчики коротко трикутні, 0.55 мм. Віночок фіолетовий або синій, 5–6 мм, зовні майже оголений.

## Поширення
Ендемік пд. Бразилії.
Зростає у штатах Парана й Санта-Катаріна.